# Gouvernement Ivanovo-Vosnesensk
Het  gouvernement Ivanovo-Vosnesensk (Russisch: Иваново-Вознесенская губерния, Ivanovo-Vosnesenskaja goebernija) was een gouvernement (goebernija) van de Russische Socialistische Federatieve Sovjetrepubliek. Het bestond van 1918 tot 1929. Het gouvernement ontstond uit het gouvernement Kostroma en het gouvernement Vladimir en het gebied ging op in de oblast Ivanovo. De hoofdstad was Ivanovo.